# Lijst van voetbalinterlands Burkina Faso - Mozambique
Deze lijst van voetbalinterlands is een overzicht van alle voetbalwedstrijden tussen de nationale teams van Burkina Faso en Mozambique. De landen speelden tot op heden zes keer tegen elkaar. De eerste ontmoeting was een vriendschappelijke wedstrijd op 4 januari 1998 in Bobo-Dioulasso. Voor beide landen was dit een oefenwedstrijd in de voorbereiding op de Afrika Cup 1998 een maand later in Burkina Faso. Het laatste duel, een kwalificatiewedstrijd voor de Afrika Cup 2008, werd gespeeld in Maputo op 3 juni 2007.

## Wedstrijden
| № | Plaats         | Datum          | Competitie                   | Wedstrijd                 | Uitslag |
| - | -------------- | -------------- | ---------------------------- | ------------------------- | ------- |
| 1 | Bobo-Dioulasso | 4 januari 1998 | Vriendschappelijk            | Burkina Faso – Mozambique | 1 – 0   |
| 2 | Ouagadougou    | 7 januari 1998 | Vriendschappelijk            | Burkina Faso – Mozambique | 4 – 2   |
| 3 | Maputo         | 30 maart 2003  | Afrika Cup 2004 kwalificatie | Mozambique – Burkina Faso | 1 – 0   |
| 4 | Ouagadougou    | 7 juni 2003    | Afrika Cup 2004 kwalificatie | Burkina Faso − Mozambique | 4 − 0   |
| 5 | Ouagadougou    | 24 maart 2007  | Afrika Cup 2008 kwalificatie | Burkina Faso − Mozambique | 1 − 1   |
| 6 | Maputo         | 3 juni 2007    | Afrika Cup 2008 kwalificatie | Mozambique − Burkina Faso | 3 − 1   |

## Samenvatting
| Competitie              | Totaal gespeeld | Winst Burkina Faso | Gelijk | Winst Mozambique | Doelsaldo Burkina Faso – Mozambique |
| ----------------------- | --------------- | ------------------ | ------ | ---------------- | ----------------------------------- |
| Afrika Cup-kwalificatie | 4               | 1                  | 1      | 2                | 6 − 5                               |
| Vriendschappelijk       | 2               | 2                  | 0      | 0                | 5 − 2                               |
| Totaal                  | 6               | 3                  | 1      | 2                | 11 − 7                              |

Wedstrijden bepaald door strafschoppen worden, in lijn met de FIFA, als een gelijkspel gerekend.
FBF · A-internationals · Olympisch elftal · Burkinees vrouwenelftal
1960 – 1969 · 
1970 – 1979 · 
1980 – 1989 · 
1990 – 1999 · 
2000 – 2009 · 
2010 – 2019 ·
2020 − 2029
Algerije ·
Angola ·
Bahrein ·
België ·
Benin ·
Botswana ·
Burundi ·
Centraal-Afrikaanse Republiek ·
Chili ·
Comoren ·
Congo-Brazzaville ·
Congo-Kinshasa ·
Djibouti ·
Egypte ·
Equatoriaal-Guinea ·
Ethiopië ·
Gabon ·
Gambia ·
Ghana ·
Guinee ·
Guinee-Bissau ·
Iran ·
Ivoorkust ·
Kaapverdië ·
Kameroen ·
Kazachstan ·
Kenia ·
Kosovo · 
Lesotho ·
Liberia ·
Libië ·
Madagaskar ·
Malawi ·
Mali ·
Marokko ·
Mauritanië ·
Mozambique ·
Namibië ·
Niger ·
Nigeria ·
Noord-Korea ·
Oeganda ·
Oezbekistan ·
Oman ·
Qatar ·
Senegal ·
Seychellen ·
Sierra Leone ·
Soedan ·
Swaziland ·
Tanzania ·
Togo ·
Tunesië ·
Zambia ·
Zimbabwe ·
Zuid-Afrika ·
Zuid-Korea ·
Zuid-Soedan
Nigeria (2013)
FMF · 
A-internationals · 
Mozambikaans vrouwenelftal
1970 – 1979 · 
1980 – 1989 · 
1990 – 1999 · 
2000 – 2009 · 
2010 – 2019 ·
2020 − 2029
Afrika Cup 1986 · 
Afrika Cup 1996 · 
Afrika Cup 1998 · 
Afrika Cup 2010
Algerije ·
Angola ·
Benin ·
Botswana ·
Burkina Faso ·
Centraal-Afrikaanse Republiek ·
Comoren ·
Congo-Brazzaville ·
Congo-Kinshasa ·
Egypte ·
Eritrea ·
Ethiopië ·
Gabon ·
Ghana ·
Guinee ·
Guinee-Bissau ·
Ivoorkust ·
Kaapverdië ·
Kameroen ·
Kenia ·
Lesotho ·
Libië ·
Madagaskar ·
Malawi ·
Mali ·
Marokko ·
Mauritanië ·
Mauritius ·
Namibië ·
Niger ·
Nigeria ·
Oeganda ·
Oman ·
Portugal ·
Rwanda ·
Senegal ·
Seychellen ·
Soedan ·
Somalië ·
Swaziland ·
Tanzania ·
Togo ·
Tunesië ·
Vietnam ·
Zambia ·
Zimbabwe ·
Zuid-Afrika ·
Zuid-Soedan